# Faustynów (Ponętów Górny Pierwszy)
Faustynów – część wsi Ponętów Górny Pierwszy w Polsce położona w województwie wielkopolskim, w powiecie kolskim, w gminie Olszówka.
W latach 1975–1998 Faustynów administracyjnie należał do województwa konińskiego.